# Pulau Rakit
Pulau Rakit (indonesiska: Pulau Menjawak) är en ö i Indonesien.   Den ligger i provinsen Jawa Barat, i den västra delen av landet, 170 km öster om huvudstaden Jakarta. Arean är 1,6 kvadratkilometer.
Terrängen på Pulau Rakit är mycket platt. Öns högsta punkt är 18 meter över havet. Den sträcker sig 1,4 kilometer i nord-sydlig riktning, och 1,7 kilometer i öst-västlig riktning.